# تعدد المهام عند الإنسان

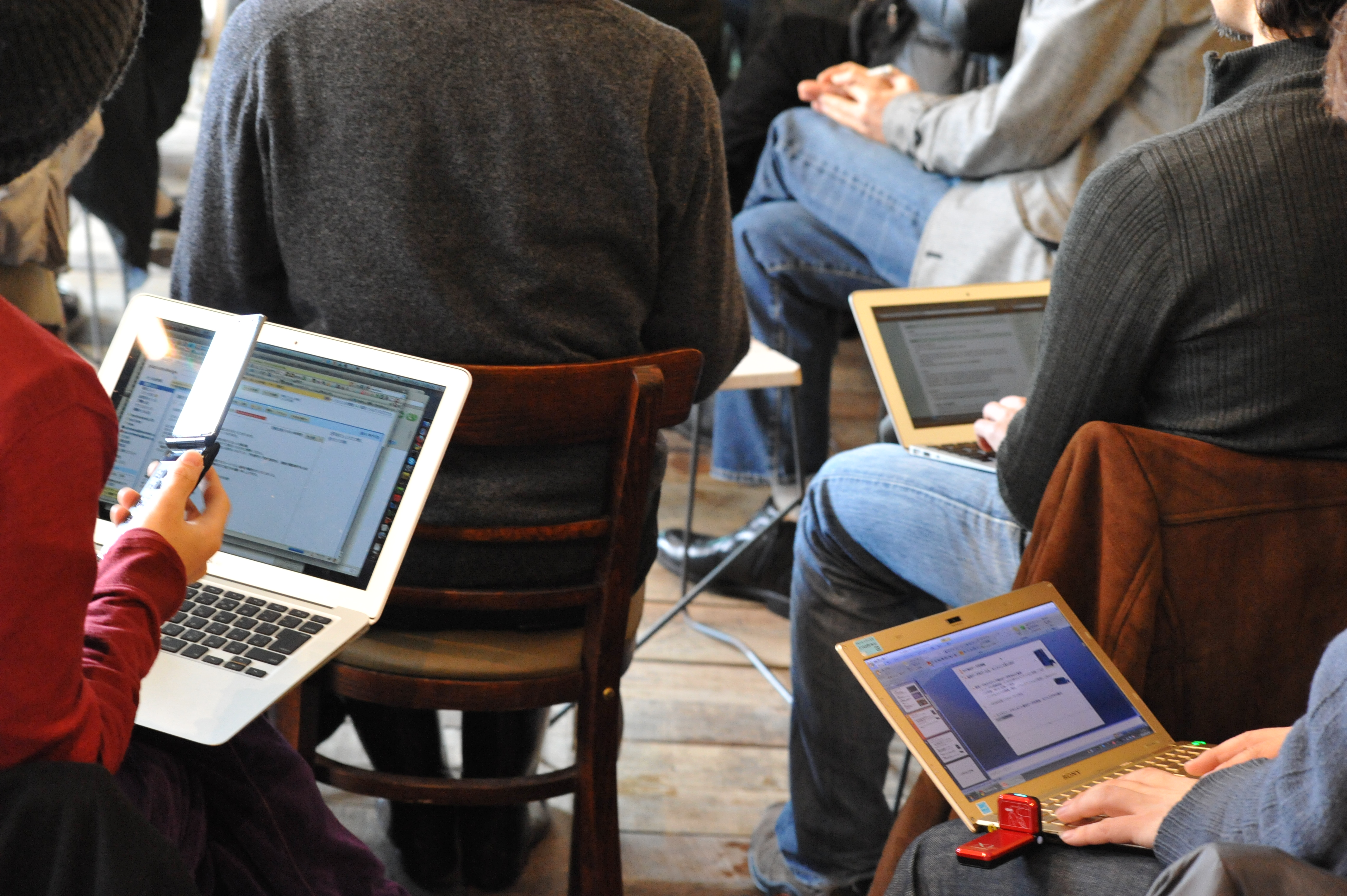
مثال على تعدد المهام: استخدام الكمبيوتر المحمول والهاتف المحمول في وقتٍ واحد.

يشير مفهوم تعدد المهام عند الإنسان (بالإنجليزية: Human multitasking)‏ إلى أنه يمكن للمرء تقسيم انتباهه إلى أكثر مهمة أو نشاط واحد في نفس الوقت، مثل التحدث على الهاتف أثناء قيادة السيارة. ويمكن أن يؤدي تعدد المهام إلى إهدار الوقت والانتقال بين المهام بطريقة غير فعالة أو منتجة، ممّا يزيد من احتمالية الخطأ بسبب عدم التركيز الكافي. ولكن إذا أصبح الفرد ماهرًا في أداء مهمتين، فمن الممكن أدائهما والانتقال بينهما بسرعة وبشكل جيد. ويعود أصل المصطلح "تعدد المهام" أول مرة إلى عام 1965، حيث نشرت شركة آي بي إم ورقة بحثية تصف قدرات نظام آي بي إم/ 360. ومنذ ذلك الحين طُبق هذا المصطلح على المهام البشرية.

## الأبحاث
منذ ستينيات القرن العشرين، أجرى علماء النفس تجارب على طبيعة وحدود القدرة البشرية على القيام بتعدد المهام. وصُممت التجارب البسيطة لاستكشاف القدرة البشرية على القيام بتعدد المهام في ما يعرف تأثير الفترة الانكسارية النفسية. حيث طُلب من الأشخاص أن يقدموا ردود منفصلة لكل منبه من المنبهين الاثنين الذين ظهرا في وقتٍ متقارب، وأحد النتائج المهمة تكون في تباطؤ الرد للمنبه الثاني الظاهر.
لقد رأى الباحثون أن هناك مرحلة تضييق في المعالجة في الدماغ تمنعه من العمل على بعض الجوانب الرئيسية مع كل المهام في نفس الوقت. يشير مصطلح "قيود الانتباه" إلى فكرة أن البشر لديهم موارد انتباه محدودة، ويحتفظون بالمعلومات الأكثر أهمية. ويعتقد العديد من الباحثين أن الوظيفة الإدراكية التي تخضع لأشد صور التضييق هي تخطيط الإجراءات واسترداد المعلومات من الذاكرة. وقد وصف الطبيب النفسي إدوارد إم. هالويل تعدد المهام بوصفه نشاطاً "أسطورياً يعتقد مع البشر أنهم يستطيعون أداء مهمتين أو أكثر بنفس الفعالية التي يؤدون بها مهمة واحدة".
ودرس باحثون آخرون تعدد المهام في مجال التعلم. فبحث ريتشارد إي ماير ومورينو الظاهرة التي تسمى "حمولة الإنتاجية الإدراكية" في التعلم المتعدد الوسائط وخلصا إلى أنه من الصعب، إن لم يكن من المستحيل، تعلم معلومات جديدة أثناء ممارسة تعدد المهام. كما درس رينول جونكو وشيليا كوتن كيفية تأثير تعدد المهام على النجاح الأكاديمي، ووجدا أن الطلاب الذين ارتفعت مستويات تعدد المهام لديهم يعانون من مشاكل كبيرة في أعمالهم الأكاديمية. وقد أظهرت دراسة أخرى آثار في تعدد المهام على الأداء الأكاديمي، أن استخدام فيسبوك والرسائل النصية أثناء الدراسة يترافق مع تراجع علامات الطلاب، في حين أن البحث في الإنترنت والبريد الإلكتروني لم يترافقا مع ذلك.
أجريت بعض التجارب التي تثبت أنه من الممكن تقسيم الانتباه بين العديد من المهام، وكان النجاح في ذلك يعتمد على عدة عوامل، مثل مدى التمرين أو صعوبة المهمة. فقد أجرى والتر شنايدر وروبرت شيفرين، تجربة قدما فيها مجموعة لاختبار الذاكرة للمشاركين، والتي تتكون من مثيرات هدف مثل الرقم ثلاثة. بعد عرض مجموعة الذاكرة، عُرض 20 إطار اختبار يحتوي على مثيرات مشتتة بشكل سريع. وكانت واحدة من الشرائح التي عرضت لهم تحتوي على واحدة من مثيرات الهدف من مجموعة الذاكرة. في كل محاكاة ، عُرضت مجموعة ذاكرة جديدة وإطارات اختبار جديدة. في بداية التجربة ، كان المشاركون يتوسطون 55٪ في تحديد المثيرات الهدف من مجموعة الذاكرة بشكل صحيح. بعد 900 محاكاة ، تمكن المشاركون من رفع المتوسط إلى 90٪. وأفادوا بأن المهمة أصبحت تلقائية عند حوالي المحاكاة رقم 600 إذ كانوا قادرين على الاستجابة دون التفكير فيها.

### دور الدماغ
نظرًا لعدم قدرة الدماغ على التركيز بشكل كامل عند ممارسة تعدد المهام، فالبشر يستغرقون وقتًا أطول لإكمال المهام ويكونون عرضة للأخطاء. عندما يحاول البشر إنجاز العديد من المهام في وقت واحد أو التنقل بسرعة بينها "ترتفع نسبة الأخطاء بشكل كبير، ويستغرق الأمر وقتًا أطول بكثير - غالبًا يزيد عن ضعف الوقت أو أكثر - لإنجاز المهام مقارنة بالقيام بها بتتابع"، كما يقول ماير. هذا إلى حد كبير لأن "الدماغ مجبر على إعادة التشغيل وإعادة التركيز". لقد أظهرت دراسة قام بها ماير وديفيد كيراس، أن الدماغ لا يحرز أي تقدم خلال فترة الانتقال بين كل مهمة وأخرى. لذلك، فإن الأشخاص الذين يقومون بتعدد المهام لا يقومون بكل مهمة بشكل مناسب، بل يفقدون الوقت خلال العملية.
ووفقًا لدراسة أجراها جوردان غرافمان، رئيس قسم العلوم الإدراكية في المعهد الوطني لاضطرابات الجهاز العصبي والسكتة الدماغية، "يسمح الجزء الأمامي للدماغ [للشخص] بترك شيء عندما يكون غير مكتمل والعودة إلى نفس المكان والاستمرار من هناك"، بينما باحات برودمان، وهي جزء من الفصوص الأمامية للدماغ، تعتبر مهمة لوضع وتحقيق الأهداف طويلة المدى. إنّ تركيز الدماغ على عدة مهام غير متشابهة في وقت واحد يجبره على معالجة جميع الأنشطة في جزءه الأمامي. وعلى الرغم من أن الدماغ معقد ويمكنه أداء مهام عديدة، إلا أنه لا يستطيع القيام بتعدد المهام بشكل جيد.
أظهرت دراسة أخرى أجراها العالِم النفسي رينيه ماروا من جامعة فاندربيلت أن الدماغ يعاني من "ضيق اختيار الاستجابة" عندما يُطلب منه أداء العديد من المهام في وقت واحد. ويجب على الدماغ بعد ذلك اتخاذ قرار حول أي نشاط هو الأهم، ممّا يستغرق وقتًا أكثر. ويدعي العالِم النفسي ديفيد ماير من جامعة ميشيغان أنه بدلاً من "ضيق الانتباه" فإن الدماغ يواجه "التحكم التنفيذي التكيفي" الذي يضع الأولويات على كل نشاط. وهذه الآراء تختلف، حيث تحاول "ضيق الاختيار" إجبار العديد من الأفكار عبر الدماغ في وقت واحد، بينما يضع "التحكم التنفيذي التكيفي" أولويات للمهام للحفاظ على بعض النظام. ويفهم الدماغ هذا النظام بشكل أفضل، ويعتقد العلماء النفسيون مثل الدكتور ماير أنه يمكن تدريب الدماغ للقيام بتعدد المهام. ومن غير المعروف كيف يعالج الدماغ المدخلات ويتفاعل مع التحفيز المفرط بالضبط.
تشير بعض الأبحاث إلى أن الدماغ البشري يمكن تدريبه على القيام بتعدد المهام. فقد أظهرت دراسة نشرت في مجلة تطور الطفل لمونيكا لوسيانا، أستاذة مشاركة في علم النفس في جامعة مينيسوتا، أن قدرة الدماغ على تصنيف المعلومات المتنافسة مستمرة في التطور حتى سن السادسة عشرة والسابعة عشرة. وأظهرت دراسة أخرى نفذتها جامعة فاندربيلت أن القدرة على القيام بتعدد المهام محدودة إلى حد كبير مع "سرعة معالجة قشرة الجبهة الأمامية للمعلومات".
ويعتقد بول دوكس، المؤلف المشارك في الدراسة، أن هذه العملية يمكن أن تصبح أسرع من خلال التدريب المناسب. والقائمين على هذه الدراسة دربوا سبعة أشخاص على أداء مهمتين بسيطتين، إما بشكل منفصل أو معًا، وأجروا فحوصات الدماغ للمشاركين. كان الأفراد غير قادرين على القيام بتعدد المهام بشكل جيد في البداية ولكن، مع التدريب، تمكنوا من القيام بالمهام بمهارة في نفس الوقت. وتشير فحوصات الدماغ للمشاركين إلى أن قشرة الجبهة الأمامية قد سرّعت قدرتها على معالجة المعلومات، مما يمكن الأفراد من تنفيذ تعدد المهام بكفاءة أكبر. ومع ذلك، تشير الدراسة أيضًا إلى أن الدماغ غير قادر على القيام بعدة مهام في وقت واحد، حتى بعد التدريب المكثف. وتشير هذه الدراسة أيضًا إلى أنه على الرغم من أن الدماغ يمكن أن يصبح بارعًا في معالجة معلومات معينة والاستجابة لها، إلا أنه لا يمكنه فعلاً القيام بمهام متعددة.
لدى البشر قدرة امحدودة للاحتفاظ بالمعلومات، وتزداد سوءًا عندما يزيد حجم المعلومات. ولهذا السبب، يعد البشر المعلومات لجعلها أكثر تذكرًا، مثل تقسيم رقم الهاتف المكون من عشرة أرقام إلى ثلاث مجموعات أصغر أو تقسيم الأبجدية إلى مجموعات من ثلاثة إلى خمسة أحرف، وهذه الظاهرة تعرف باسم التقسيم.
يعتقد جورج ميلر، الطبيب النفسي السابق في جامعة هارفارد، أن حدود سعة الدماغ البشري تدور حول "الرقم سبعة زائد أو ناقص اثنين". والمثال على ذلك هو اختبار يجب على الشخص تكرار أرقام تُقرأ بصوت عالٍ، بينما يمكن تكرار رقمين أو ثلاثة بسهولة، يصبح تكرار خمسة عشر رقمًا أصعب. وعلى المتوسط، سيتمكن الشخص من تكرار سبعة منها بشكل صحيح. الأدمغة قادرة على تخزين كمية محدودة فقط من المعلومات في ذاكرتهم قصيرة المدى.
تشير الدراسات المعملية حول التعامل مع عدة مهام إلى أن أحد الدوافع وراء التحول بين المهام هو زيادة الوقت في أداء المهمة التي تنتج أكبر قدر من المكافأة (باين ودوجان، ونيث، 2007). ويمكن أن تكون هذه المكافأة التقدم في تحقيق هدف المهمة العامة، أو يمكن أن تكون ببساطة فرصة متابعة نشاط أكثر إثارة للاهتمام أو متعة. وقد وجد باين ودوغان ونيث (2007) أن القرارات بالتحول بين المهام تعكس إما المكافأة الذي تقدّمه المهمة الحالية أو إمكانية التحول مهمة أخرى (أي الانتهاء من هدف فرعي). وأشارت دراسة فرنسية استخدامت الرنين المغناطيسي الوظيفي في عام 2010 إلى دعم مبدئي لفرضية أن الدماغ يمكنه متابعة هدفين فقط في وقت واحد، واحد لكل فص جبهي (والذي يحتوي على منطقة موجهة نحو الهدف).
عند دراسة تكاليف التعامل مع عدة مهام، يُنظر عادة في تصميمين أو نوعين من التعامل مع عدة مهام، وهما التحويل بين المهام، والمهام المزدوجة. ينطوي التحول بين المهام على نقل انتباه الشخص من شيء إلى آخر. بينما المهام المزدوجة، على الجانب الآخر، تتمثل في تقسيم الانتباه بين العديد من الأشياء في وقت واحد. وقد أجريت دراسات لفحص الدماغ عندما يشارك الفرد في أي من هذين النوعين من التعامل مع عدة مهام. ومن خلال استخدام فحوصات الرنين المغناطيسي للدماغ، وجد الباحثون أن المناطق الجبهية تنشط، والتي تشمل التداخل الجبهي السفلي والقشرة الجدارية الخلفية. ووجدوا أيضًا أنه بينما يستخدم كل نوع من المهام آليات مختلفة، هناك أيضًا بعض الآليات والموارد الأساسية التي تتشارك معها.

### الفروق بين الجنسين
ثمة القليل من البيانات المتاحة لدعم الادعاءات بوجود فرق جنسية حقيقية، وتتجه معظم الدراسات التي تظهر الفروق الجنسية إلى أن الفروق صغيرة وغير متسقة. فقد أظهرت دراسة حديثة أنه لا توجد فروق جنسية معنوية في القيام بالأعمال المتعددة عبر العديد من المهام. وفي عام 2018، أجريت دراسة في النرويج اختبرت السيناريوهات اليومية عن طريق ألعاب الفيديو ووجدت أنه "لم تظهر أي من مقاييس القيام بالأعمال المتعددة (الدقة، والوقت الإجمالي، والمسافة الإجمالية التي تغطيها الشخصية الخيالية، ودرجة الذاكرة المستقبلية، ودرجة إدارة المشتتات) أي فروق بين الجنسين".
ما زالت المناقشة المثيرة للجدل مستمرة، حيث أن عدم توفر البيانات اللازمة لدعم هذا الاعتقاد الشائع لا يثبت عدم صحته. وقد حاول البعض تقديم تفسيرات تطورية لهذا الاعتقاد الشائع. إحدى النظريات الّتي تقترح تفسيرًا لوجود فروق جنسية في القيام بالأعمال المتعددة هي نظرية الجمع والالتقاط المقترحة من قبل سيلفرمان وإيالز، وفي اتفاق مع التجربة التي أجريت في عام 1992 حول القيام بالأعمال المتعددة. تقول الفرضية إن الانتخاب الطبيعي وامتياز المهارات المرتبطة بالصيد أدى إلى فرق في أداء المهام بين الجنسين. (أي أن نظريتهم تقوم على أن قدرات الإدراك لدى الرجال والنساء تطورت بشكل مختلف بناءً على المهام التي قاموا بها في الماضي كصيّادين وجامعين).
إذ ركّز الرجال على مهمة واحدة وهي الصيد، بينما كانت النساء تعملن بالالتقاط ومسؤولات عن رعاية الأطفال. الفكرة هي أنه مع مرور الوقت كان هناك انتخاب طبيعي للنساء اللواتي يمكنهن القيام بالأعمال المتعددة. واليوم، لم يعد لدينا تقسيم العمل الصارم هذا، ولكن يُعتقد أن الانتخاب الطبيعي الذي حدث في المجتمعات البدائية جعل الإناث المعاصرات أفضل في القيام بالأعمال المتعددة. ففي دراسة بحثت في الفروق بين الجنسين في القدرات المكانية في 40 دولة، وجدوا أن الرجال سجلوا درجات أعلى في اختبارات التدوير العقلي متعدد الأبعاد بينما سجلت النساء درجات أعلى في ذاكرة موقع الكائن، كما توقع المجربون.
وفي عام 2013، أجرت دراسة حول التواصل في الدماغ في مؤسسة بيين الطبية، ممولة جزئيًا من المعهد الوطني للصحة العقلية، ونُشرت في مجلة محاضرات الأكاديمية الوطنية للعلوم، ووجدت فروقًا كبيرة في التواصل العصبي بين الرجال والنساء، ممّا يدفع الباحثين إلى الاعتقاد الشائع بأن الجنس يلعب دورًا في مهارات القيام بالأعمال المتعددة. ويُعتقد أنه "في المتوسط، يكون الرجال أكثر قدرة على تعلم وأداء مهمة واحدة بشكل جيد، مثل ركوب الدراجات أو التنقل في الاتجاهات، بينما تتمتع النساء بمهارات أفضل في الذاكرة والإدراك الاجتماعي، مما يجعلهن أكثر تجهيزًا للقيام بالأعمال المتعددة وإيجاد حلول تفيد مجموعة". ويمكن الرجوع للنص الكامل للدراسة على موقع مؤسسة بيين الطبية. ومع ذلك، فقد تعرضت هذه الدراسة لانتقادات على نطاق واسع لأنه كان من السهل أن تكون الاختلافات ناجمة عن زيادة حركة الرأس في تحليل الدراسة. علاوة على ذلك، فإن الارتباط كان تخميني.

### الاهتمام الجزئي المستمر
يصف المؤلف ستيفن برلين جونسون نوعًا من تعدد المهام: "غالبًا ما يتضمن ذلك الإنتقاء السريع للبيانات الواردة، واختيار التفاصيل ذات الصلة، والانتقال إلى التيار التالي. أنت تولي اهتمامًا، ولكن جزئيًا فقط. وهذا يتيح لك إلقاء الشبكة بأكملها، لكنه يزيد أيضًا من خطر عدم تركيزك على دراسة الأمور بعمق". وصاغت رائدة الوسائط المتعددة ليندا ستون عبارة "الاهتمام الجزئي المستمر" لهذا النوع من المعالجة. فالاهتمام الجزئي المستمر هو تعدد المهام حين لا تُدرس الأمور بعمق.
تساعد التكنولوجيا المتزايدة بسرعة على تعزيز القيام بالأعمال المتعددة لأنها تعزز وجود مصادر متعددة للإدخال في وقت معين. فبدلاً من استبدال الأجهزة القديمة مثل التلفزيون والطباعة والموسيقى بأجهزة جديدة مثل الكمبيوتر والإنترنت وألعاب الفيديو، يمزج الأطفال والمراهقون بين أشكال الوسائط ويزيدون باستمرار من مصادر الإدخال.
وفقًا للدراسات التي أجرتها مؤسسة كايزر الخيرية، في عام 1999، كانت نسبة الوقت الذي يُقضى في استخدام وسائط الإعلام مثل الإنترنت والتلفزيون وألعاب الفيديو والهواتف والرسائل النصية أو البريد الإلكتروني تبلغ 16٪ فقط. وفي عام 2005، بلغت نسبة استخدام هذه الوسائط معًا 26٪. وهذا الزيادة في استخدام الوسائط المتزامنة يقلل من كمية الاهتمام المولع بكل جهاز. وفي عام 2005، أكتشف أن 82٪ من الشباب الأمريكيين يستخدمون الإنترنت بحلول الصف السابع في المدرسة.
وأظهر استطلاع أجرته مؤسسة كايزر الخيرية في عام 2005 أن الأمريكيين الذين تتراوح أعمارهم بين 8 و18 عامًا كانوا يستخدمون وسائط الإعلام بمعدل ثابت قدره 6.5 ساعة في اليوم، ولكنهم كانوا يجمعون حوالي 8.5 ساعة من الوسائط المختلفة في أيامهم بسبب القيام بالأعمال المتعددة. كما أظهر الاستطلاع أن رُبع إلى ثُلث المشاركين يمتلكون أكثر من مصدر للإدخال "معظم الوقت" أثناء مشاهدة التلفزيون أو الاستماع إلى الموسيقى أو القراءة.
عرضت مجلة هارفارد بزنس ريفيو في عام 2007 فكرة ليندا ستون عن "الاهتمام الجزئي المستمر"، أو "البحث المستمر عن الفرص والبقاء على رأس جهات الاتصال والأحداث والأنشطة في محاولة لعدم تفويت أي شيء". نظرًا لأن التكنولوجيا توفر المزيد من مصادر التشتيت، ينتشر ضعف الانتباه بين المهام. ومن الأمثلة الشائعة على هذا الاهتمام الضعيف بالتفاصيل بسبب القيام بالأعمال المتعددة هو عندما يتحدث الناس على الهواتف المحمولة أثناء القيادة. وأظهرت دراسة أن احتمالية التعرض لحادث تصل إلى أربع مرات أكثر عند استخدام الهاتف المحمول أثناء القيادة. وأجريت دراسة أخرى مقارنة بين أوقات الاستجابة للسائقين المحترفين خلال عدد من المهام، ووجد أن المشاركين يتفاعلون بشكل أبطأ مع أضواء الفرامل وعلامات التوقف خلال المحادثات الهاتفية بالمقارنة مع المهام المتزامنة الأخرى.
وأظهرت دراسة أجريت عام 2006 أن السائقين الذين يتحدثون عبر الهواتف المحمولة كانوا أكثر انخراطًا في الاصطدامات الخلفية وكانوا أسرع من السائقين المخمورين. فعند التحدث، يجب على الناس تركيز انتباههم عن الطريق من أجل صياغة استجابة مناسبة. نظرًا لأن الدماغ لا يمكنه التركيز على مصدرين للإدخال في وقت واحد؛ القيادة والاستماع أو التحدث، لذا، فإن التغيير المستمر للمدخلات بسبب الهواتف المحمولة يصرف انتباه الدماغ ويزيد من احتمالية وقوع الحوادث.

### متعدد المهام الفائق
في عام 2010، وجدت دراسة علمية أن نسبة صغيرة من الأشخاص يكونون أفضل بكثير في تعدد المهام مقارنة بالآخرين، وصُنف هؤلاء الأشخاص فيما بعد على أنهم "متعددو المهام الفائقون". وفي عام 2015، أيدت دراسة أخرى فكرة "متعددو المهام الفائقون". وأظهرت هذه الدراسة بالتحديد أنهم اختبروا الأشخاص عن طريق إجراء تجربة قيادة على محاكي القيادة في نفس الوقت الذي يتذكرون فيه كلمات ويحلون مشاكل رياضية. كما كان متوقعًا، فقد قام معظم المشاركين بأداء أسوأ في الاختبارات الفردية لكل مهمة. ومع ذلك، كان المتعددون الفائقون قادرين على القيام بتعدد المهام دون تأثيرات كبيرة على أدائهم.

## التعليق الشائع على القدرة على القيام بتعدد المهام عمليًا
لاحظ باري شوارتز أنه نظرًا للمشاهد الغنية بالوسائط في عصر الإنترنت، فمن المغري الدخول في عادة العيش في بحر من المعلومات المتواصل مع وجود خيارات كثيرة، ولاحظ أيضاً أن لها تأثير سلبي على سعادة الإنسان.
يلاحظ من يراقب عادات الشباب في المجتمع المعاصر أنهم يمتلكون غالبًا مهارات متقدمة في تعدد المهام، مثل (جيل الألفية والجيل زد). وعلى الرغم من أن الباحثين المعاصرين يجدون أن الشباب في عالمنا الحالي يظهرون مستويات عالية في تعدد المهام، فإن معظم الخبراء يعتقدون أن أفراد جيل الإنترنت لا يتفوقون في تعدد المهام على أفراد الأجيال الأكبر سناً. ومع ذلك، تُشير دراسات حديثة إلى أن الجيل زد يتحسن في المهام المتعلقة بالإعلام المتعدد. وتشمل هذه المهام مشاهدة عدة منصات إعلامية في نفس الوقت، مثل مشاهدة التلفزيون وتصفح الإنترنت. ويتضح ذلك من حصولهم على السيطرة على قراراتهم بشأن الرسائل التي يولون لها أهمية أو لا. ومع ذلك، على الرغم من وجود الكثير من الأدلة التي تشير إلى الآثار السلبية للمهام المتعددة على المهام الإدراكية، فإنه لا يوجد دليل يشير إلى أن تعدد المهام لها تأثير إيجابي أو محايد على هذه المهام.
تؤكد العديد من الدراسات والأدبيات، والمقالات، ودراسات شركات الاستشارات العالمية، على حقيقة أن تعدد المهام من أي نوع تقلل من الإنتاجية وتزيد معدل الأخطاء، مما يؤدي إلى إحداث إحباط غير ضروري. في عام 2008، قُدر أن 650 مليار دولار تضيع في كل عام في الشركات الأمريكية بسبب تعدد المهام.

## مقالات ذات صلة
- الهندسة البشرية
- إدارة الانتباه
- مبدأ باريتو
- قانون باركنسون
- تنظيم الوقت
- تبديل المهام (علم النفس)
- إدارة الوقت
- اهتمام جزئي مستمر
- تشتت ذهني